# Se vuoi vivere... spara!
Se vuoi vivere... spara! è un film western all'italiana del 1968, diretto da Sergio Garrone.

## Trama
Il cowboy Johnny Dark arriva in una città dove lo sceriffo coopera con un cacciatore di taglie e un proprietario del saloon in modo fraudolento. Nei suoi locali gli stranieri vengono indotti a giocare a poker sul tavolo e accusati di barare al gioco, poi imprigionati dallo sceriffo. Esso consente di fuggire e incarica il cacciatore di taglie, con un premio se sono uccisi o catturati da lui. Anche Johnny viene attirato in questa trappola; anche se ferito, scampa dal cacciatore di taglie. Al ranch di McGowan viene guarito da Sally, di cui si innamora.
Il ranch si trova in una regione attraverso la quale la ferrovia deve essere costruita; Siccome il vecchio McGowan si rifiuta di vendere la sua terra per il ranch viene attaccata da una banda che ha massacrato tutti i messicani. Solo Sally sfugge. Johnny riprende l'inseguimento e può portare la banda e altrove. Poi torna da Sally.